# Иванковичи (Брестская область)
Ива́нковичи (бел. Іванкавічы) — деревня в Барановичском районе Брестской области Белоруссии. Входит в состав Полонковского сельсовета. Население — 55 человек (2019).

## География
К северо-востоку от деревни находятся устья рек Люшневка и Перховка, которые впадают в реку Исса.

## История
По письменных источникам известна с XVI века. В 1570 году деревня имела три волоки земли, налог составлял три копы и девять грошей. 
В 1905 году в Люшневской волости Слонимского уезда Гродненской губернии. С 1921 года составе межвоенной Польши, в гмине Люшнево Слонимского повета Новогрудского воеводства.
С 1939 года в составе БССР. С 15 января 1940 года в Новомышском районе Барановичской, с 8 января 1954 года Брестской областей, с 8 апреля 1957 года в Барановичском районе.
С конца июня 1941 до 9 июля 1944 года была оккупирована немецко-фашистскими захватчиками. На фронтах войны погибло 22 односельчанина, убито 16 жителей деревни.
До 1985 года входила в состав Перховичского сельсовета.

## Население
| Численность населения (по переписи) | Численность населения (по переписи) | Численность населения (по переписи) | Численность населения (по переписи) | Численность населения (по переписи) | Численность населения (по переписи) |
| 1921                                | 1959                                | 1970                                | 1999                                | 2009                                | 2019                                |
| ----------------------------------- | ----------------------------------- | ----------------------------------- | ----------------------------------- | ----------------------------------- | ----------------------------------- |
| 461                                 | ↘404                                | ↘392                                | ↘150                                | ↘89                                 | ↘55                                 |